# Lajma
Lajma ist eine Ortschaft im Departamento Oruro im Hochland des südamerikanischen Anden-Staates Bolivien.

## Lage im Nahraum
Lajma ist ein Verkehrsknotenpunkt im Municipio Caracollo in der Provinz Cercado. Die Ortschaft liegt auf dem bolivianischen Altiplano in einer Höhe von 3729 m etwa fünfzehn Kilometer nordöstlich des Höhenzuges der Serranía de Huayllamarca.

## Geographie
Lajma liegt auf dem bolivianischen Altiplano zwischen den Anden-Gebirgsketten der Cordillera Occidental im Westen und der Cordillera Central im Osten. Das Klima der Region ist ein typisches Tageszeitenklima, bei dem die Durchschnittswerte der Temperaturen im Tagesverlauf deutlicher schwanken als im Verlauf der Jahreszeiten.
Die mittlere Jahrestemperatur der Region liegt bei 8 bis 9 °C (siehe Klimadiagramm Lajma), die Monatswerte schwanken zwischen 11 °C von November bis Februar und 4 °C im Juli. Der Jahresniederschlag beträgt etwa 350 mm, wobei nennenswerte Niederschläge zwischen 50 und 90 mm nur von Dezember bis März fallen, in den anderen Monaten beträgt der monatliche Niederschlag nur selten mehr als zehn Millimeter.

## Verkehrsnetz
Lajma liegt in einer Entfernung von 75 Straßenkilometern westlich von Oruro, der Hauptstadt des gleichnamigen Departamentos.
Von Oruro aus führt die asphaltierte Nationalstraße Ruta 1 nach Norden Richtung Caracollo und La Paz. Fünf Kilometer hinter Oruro zweigt die Ruta 31 als unbefestigte Landstraße nach Nordwesten ab und überquert nach 44 Kilometern den Río Desaguadero. Von hier aus führt die Straße 26 Kilometer in südwestlicher Richtung über La Joya nach Lajma und weiter nach Chuquichambi, wo die Straße die Serranía de Huayllamarca durchquert.
In nord-südlicher Richtung verläuft durch Lajma eine Verbindungsstraße zwischen den Ortschaften Papel Pampa im Norden und Villa Cruce im Süden.

## Bevölkerung
Die Einwohnerzahl der Ortschaft hat sich in den vergangenen beiden Jahrzehnten nur geringfügig verändert:
| Jahr | Einwohner | Quelle       |
| ---- | --------- | ------------ |
| 1992 | 195       | Volkszählung |
| 2001 | 231       | Volkszählung |
| 2012 | 201       | Volkszählung |
| 2024 |           | Volkszählung |

Die Region weist einen hohen Anteil an Aymara-Bevölkerung auf, im Municipio Caracollo sprechen 65,5 Prozent der Bevölkerung die Aymara-Sprache.